# 怪誕蟲屬
怪誕蟲屬生存於寒武紀，發現於加拿大伯吉斯頁岩及雲南澄江化石地。其名稱「怪誕蟲」緣由自其獨特的外表與其光怪的發現歷史：在怪誕蟲最初被發表時，其上下前後均被倒置，背上的棘被描述為腳，尾則被描述為頭。怪誕蟲被部分科學家認為是有爪動物門的祖先，但也有科學認為其可能較接近於節肢動物門。

## 描述

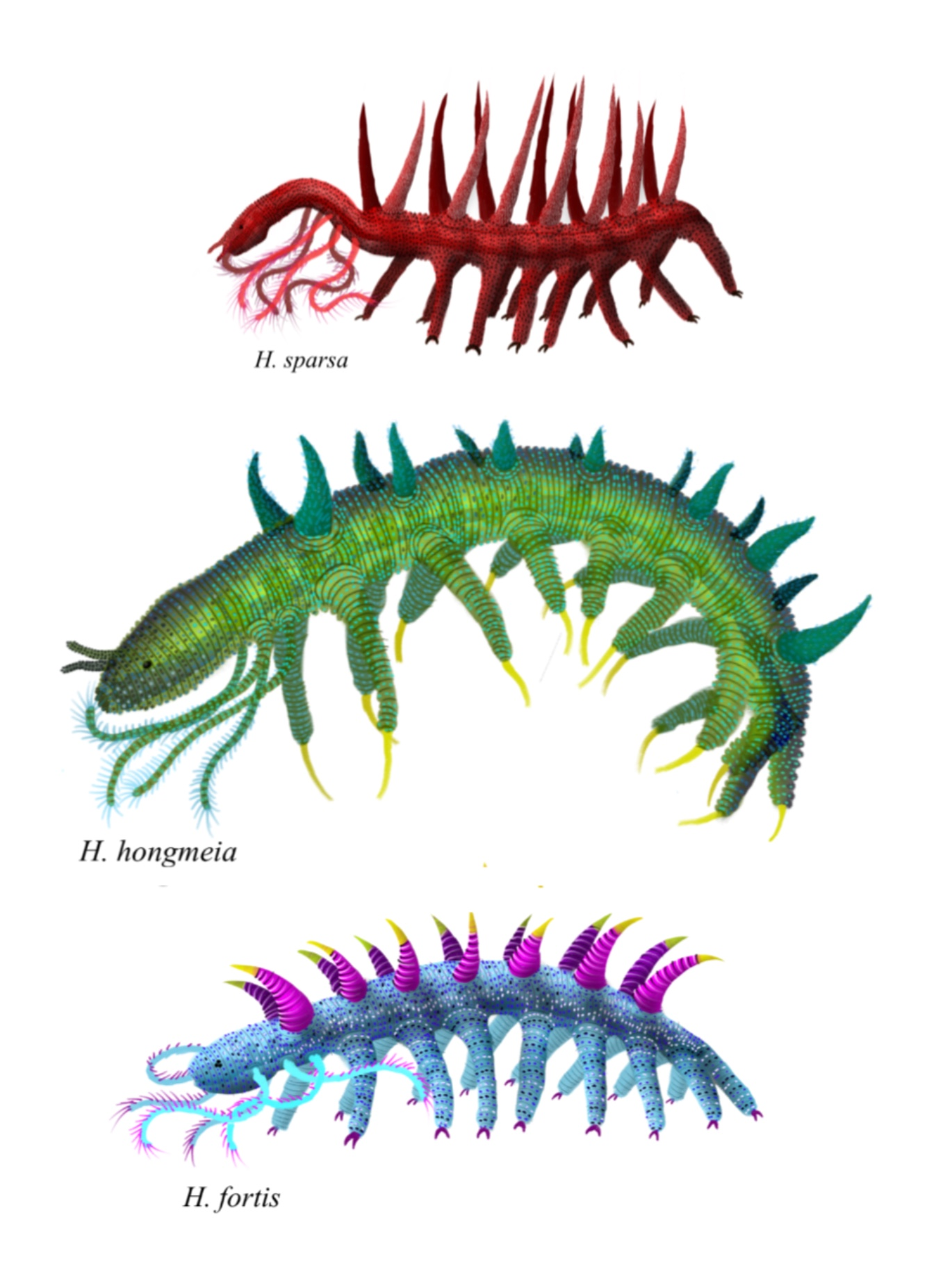
H. sparsa 、 H. hongmeia
與 H. fortis 復原圖

怪誕蟲為長約 0.5—3.5 cm（3⁄16—13⁄8英寸） 的長管狀生物，具有七至八對細長的附肢，附肢末端則具有一對爪，在每條附肢相對應位置的背上則有一長棘。頭尾特徵不明顯：其中一端會自身體延伸出並下垂接近底面，最近研究顯示延伸的一端端為怪誕蟲的頭，其上有一對單眼、口、環狀分布的牙齒及腸端前頭的咽頭齒。

## 研究歷史

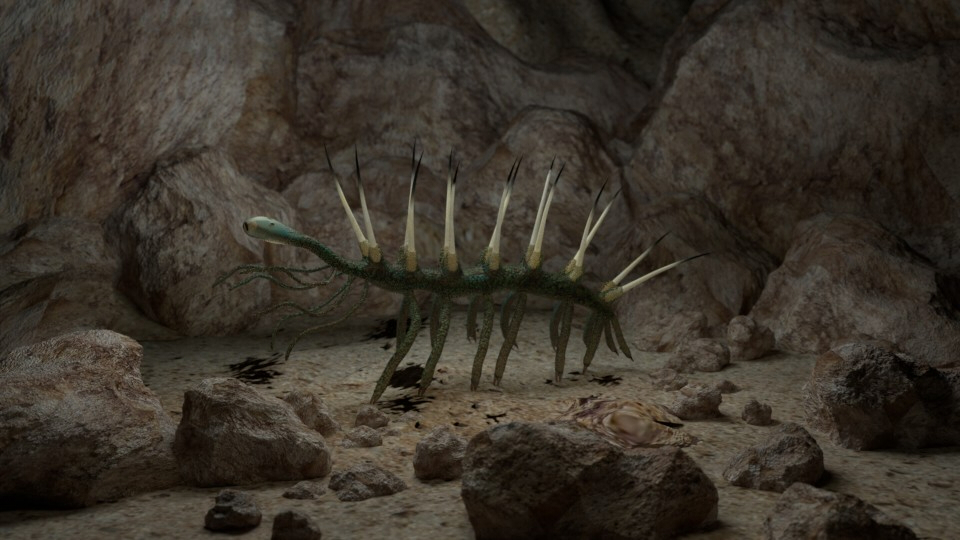
复原图

怪誕蟲最初被查尔斯·都利特·沃尔科特描述為多毛綱的加拿大蟲屬。在1977年針對該生物的重新描述，西蒙·康威·莫里斯認為怪誕蟲應屬於一個獨立的新屬，他認為怪誕蟲是用那兩排如硬棘般的「腿」行走，而背上則擁有一排「觸鬚」（原先的化石上並沒有發現成對的痕跡）。擁有暗色點的那一段被描述為怪誕蟲原始的「頭」，而那些「觸手」則負責將食物遞往口中。雖然如硬棘般的「腿」要如何行走仍然是個問題，但是這個針對怪誕蟲的描述在當時普遍被接受。

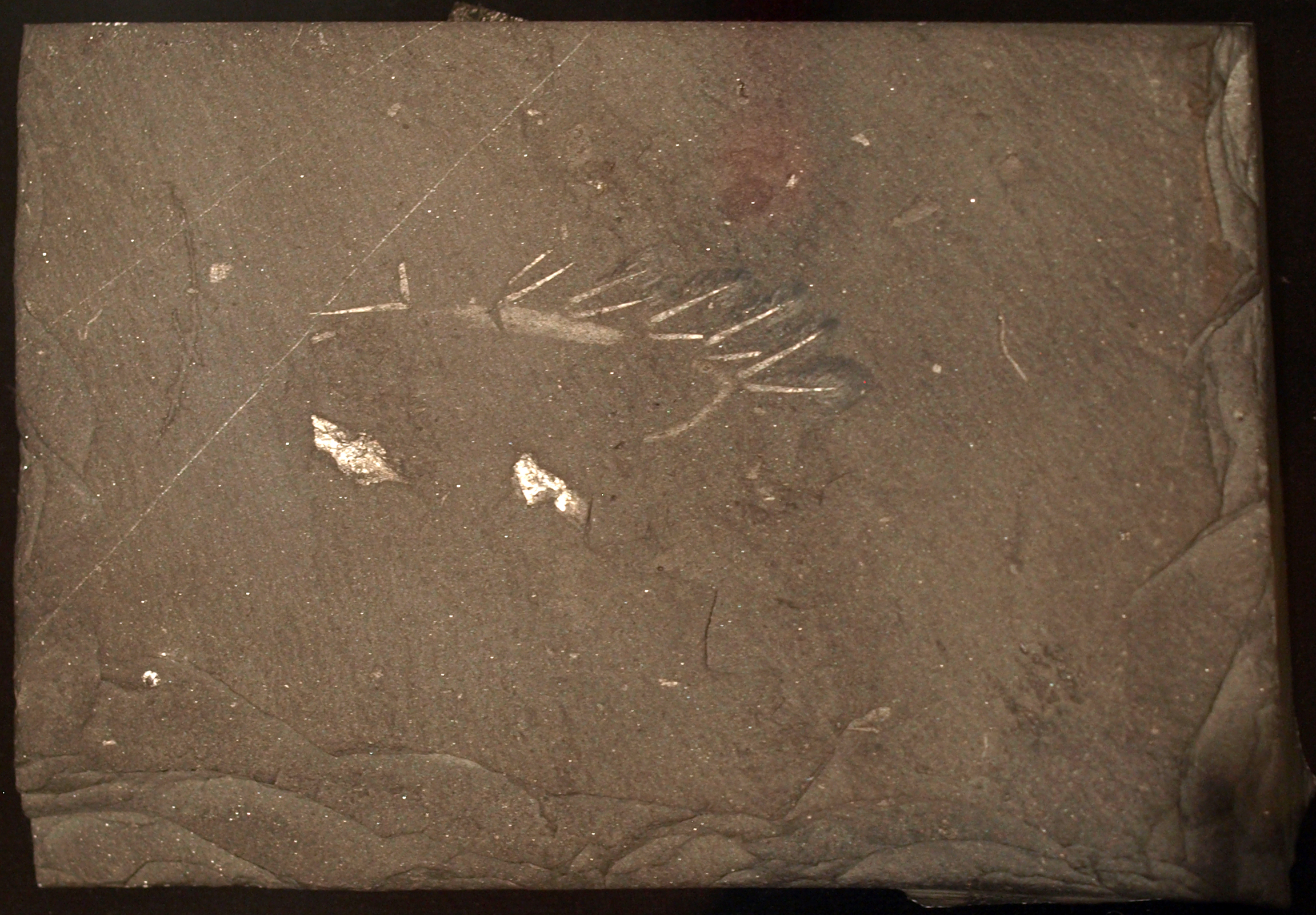
具有明显棘刺结构的化石样品

另一種解釋表示怪誕蟲可能只是另一種大型未知動物的附肢。在奇蝦的研究歷史中就曾經有發生過這樣的烏龍，奇蝦在完整的化石出土並發現是種長達 1-（3-英尺） 生物前曾經被發表為三種不同的生物。由於怪誕蟲在分類上有所困難，因此被直接置於葉足動物（大部分長得像「長著足的蠕蟲」的未知物種都會置於此分類下）。
在1991年，侯先光與拉斯·拉姆斯科德（Lars Ramskold）在研究中國帽天山頁岩產出的微網蟲時針對怪誕蟲有了新的解釋。他們認為怪誕蟲屬於有爪動物門（天鵝絨蟲），將原本的樣本上下倒置，原先的「觸鬚」應為成對用來行走的腳，那排硬棘般的「腿」則是背上保護自身用的棘刺。後來從化石的解析中也發現了「第二排」腿的存在，更證實了原先的闡述。

## 流行文化
怪誕蟲為日本漫畫《進擊的巨人》中的巨人能力來源。

## 資料來源
1. ↑  Conway Morris, S.  (PDF) 20: 623–640. 1977.
2. ↑  Steiner, M.; Hu, S.; Liu, J.; Keupp, H. . Bulletin of Geosciences. 2012, 87: 107–124. doi:10.3140/bull.geosci.1280.
3. ↑  Zimmer, Carl. . New York Times. July 2, 2015  [July 2, 2015]. （原始内容存档于2017-11-19）.
4. ↑  Smith, Martin R.; Caron, Jean-Bernard. . Nature. 2015, 523 (7558): 75–78. PMID 26106857. doi:10.1038/nature14573.
5. ↑  Morelle, Rebecca, Face of bizarre sea creature Hallucigenia revealed （页面存档备份，存于）, BBCNews, Science and Environment, 2015.06.25
6. 1 2  Gould, Stephen Jay. . New York: W.W. Norton. 1989. ISBN 0-393-02705-8.[页码请求]
7. ↑  Ramsköld, Lars. . Lethaia. April 1992, 25 (2): 221–4. doi:10.1111/j.1502-3931.1992.tb01389.x.

## 延伸閱讀
- Smith, Martin R.; Ortega-Hernández, Javier. . Nature. 2014, 514 (7522): 363–6. PMID 25132546. doi:10.1038/nature13576. 简明摘要 – ScienceDaily (August 17, 2014).

## 外部連結
- http://burgess-shale.rom.on.ca/en/fossil-gallery/view-species.php?id=60 （页面存档备份，存于）
- http://www.nmnh.si.edu/paleo/shale/phallu.htm - (Internet Archive)
- https://archive.today/20121218024149/www.arrakis.es/~owenwang/articulos/pasados.htm (Spanish)
- http://www.yvonnenavarro.com/hallug.htm （页面存档备份，存于）